# Bataille de Griswoldville
Guerre de Sécession
Batailles
Marche de Sherman vers la mer
- Griswoldville
- Buck Head Creek
- Honey Hill
- Waynesboro
- Tulifinny
- Fort McAllister
- Altamaha Bridge

La bataille de Griswoldville est une bataille de la guerre de Sécession qui se déroula le 22 novembre 1864, à Griswoldville, et fut la première bataille de la marche de Sherman vers la mer. Une brigade de l'armée de l'Union sous le commandement de Charles C. Walcutt a défait la petite division d'infanterie confédérée sous le commandement de Pleasant J. Philips, à Griswoldville, près de Macon, et continua sa marche vers Savannah.

## Contexte
William T. Sherman, victorieux dans la longue campagne d'Atlanta, était récemment partit d'Atlanta avec son armée et effectua une marche pour atteindre la côte Atlantique à Savannah. L'aile droite de l'armée de Sherman était l'Armée du Tennessee, commandée par Oliver Otis Howard. Il rencontra la première résistance à sa marche à Griswoldville. Il fut ordonné à Walcutt de faire une démonstration avec sa brigade (2nd Brigade, 1st Division, XVe corps) de six régiments d'infanterie et d'une batterie d'artillerie (Battery B, 1st Michigan), vers Macon pour constater l'aptitude des troupes ennemies dans cette direction. La cavalerie de l'Union sous le commandement de Hugh Judson Kilpatrick frappa Griswoldville le 21 novembre, capturant un train de treize voitures chargées des approvisionnements militaires et brûlant la station et quelques fabriques.

## Bataille
Tôt le 22 novembre, un détachement de cavalerie confédérée sous le commandement du major général Joseph Wheeler attaque le 9th Pennsylvania Cavalry sur la route de Gordon, tuant un homme, en blessant deux et en capturant dix-huit. Le 9th Pennsylvania charge alors les confédérés et les repousse de presque 1 mille (1,6 kilomètre) à travers un ruisseau, où l'ennemi se trouve en force, mis en ordre de bataille. Les Confédérés ont avancé et ont conduit dans les tirailleurs de l'Union, mais le 9th Pennsylvania et le 5th Kentucky Cavalry font une charge de sabre qui force les Confédérés à se retirer dans leurs ouvrages. À ce moment, la brigade d'infanterie et la batterie d'artillerie de Walcutt rejoignent la cavalerie.
Walcutt lance une forte ligne d'escarmouche qui repousse les confédérés à travers Griswoldville, après quoi, par ordre du commandant de division, le brigadier général Charles R. Woods, il retourne à la ferme de Duncan et se met en place à l’orée des bois, avec un champ à découvert en face et ses flancs protégés par un marais. Ici, il fait ériger rapidement une barricade de rails et de rondins et une batterie d'artillerie est également mise en place. Vers 14 heures, trois brigades de la milice de Géorgie sous le commandement du brigadier général Pleasant J. Philips attaquent. La milice de Géorgie avait reçu l'ordre d'aller de Macon à Augusta, pensant que c'est le prochain objectif de Sherman, et entre seulement accidentellement en collision avec la force de Walcutt.
La milice avance sur trois lignes compactes, mais rencontre un déluge de balles. Elle réussit cependant à atteindre un ravin à environ 75 yards (69 mètres) des ouvrages de Walcutt, où elle reforme ses lignes et d'où elle lance trois charges désespérées contre la position fédérale, toutes repoussés avec de lourdes pertes. La milice tente alors de tourner les flancs fédéraux, mais les trouvant bien protégés par la cavalerie, se retire dans le ravin, y reste jusqu'à la nuit, puis se retire du champ. Le général Walcutt est blessé au début de l'engagement, et le commandement de la brigade retombe sur le colonel Robert Francis Catterson du 97th Indiana Infantry.

## Conséquence
L'Armée de l'Union eut 13 tués, 79 blessés, et 2 capturés à l'issue du combat, alors que les confédérés eurent 51 tués, 472 blessés, et environ 600 capturés. La marche de Sherman vers la mer continua.